# Bercy Village
Bercy Village ist ein Einkaufs- und Freizeitzentrum im 12. Arrondissement von Paris, das im Mai 2000 eingeweiht und 2002 der Öffentlichkeit zugänglich gemacht wurde. Es wird von der Immobiliengesellschaft Altarea betrieben.

## Geschichte
Die Anlage wurde an der Stelle der ehemaligen Keller und Lagerhäuser von Bercy errichtet, die 1986 unter Denkmalschutz gestellt wurden. Der Ort war im 19. und frühen 20. Jahrhundert ein wichtiger Ort für den Weinmarkt und die Logistik.
Das Quartier de Bercy wurde Ende des 20. Jahrhunderts mit der Eröffnung des Palais Omnisports de Paris-Bercy (POBP) im Jahr 1984 und der Errichtung des neuen Gebäudes des Finanzministeriums entwickelt.
Bercy Village wurde 2001 fertiggestellt und verfügt heute über rund dreißig Geschäfte und Restaurants. Es gibt auch einen UGC-Komplex, den UGC Ciné Cité Bercy.
Bercy Village ist mit der Métrolinie 14 über die Station Cour Saint-Émilion zu erreichen.

## Beschwerden von Anwohnern
Im Jahr 2001 stellte eine Anwohnervereinigung, Bercy Bien, die Gültigkeit der von der Stadt Paris im Jahr 2000 erteilten Baugenehmigung mit der Begründung in Frage, dass diese nicht dem ursprünglichen Projekt von 1992 entspreche, das ursprünglich die Errichtung kleiner Lokale, Geschäfte (Bekleidung, Dekoration) und Tiefgaragen vorsah. Zusätzlich zum Fehlen von Tiefgaragen würde noch ein Restaurant-Diskotheken-Shop-Komplex, Club Med World, eingerichtet. Ein Teil der Baugenehmigung wurde dann im Herbst 2001 aufgehoben und 2005 vom Conseil d’État bestätigt. Der Projektträger erhielt im Juni 2008 eine neue Baugenehmigung.
Im Sommer 2009 brannten vier Betriebe nieder und im Oktober schloss Club Med World – mit einer insgesamt negativen Finanzbilanz – seine Pforten.